# Michael Ray (Jazzmusiker)

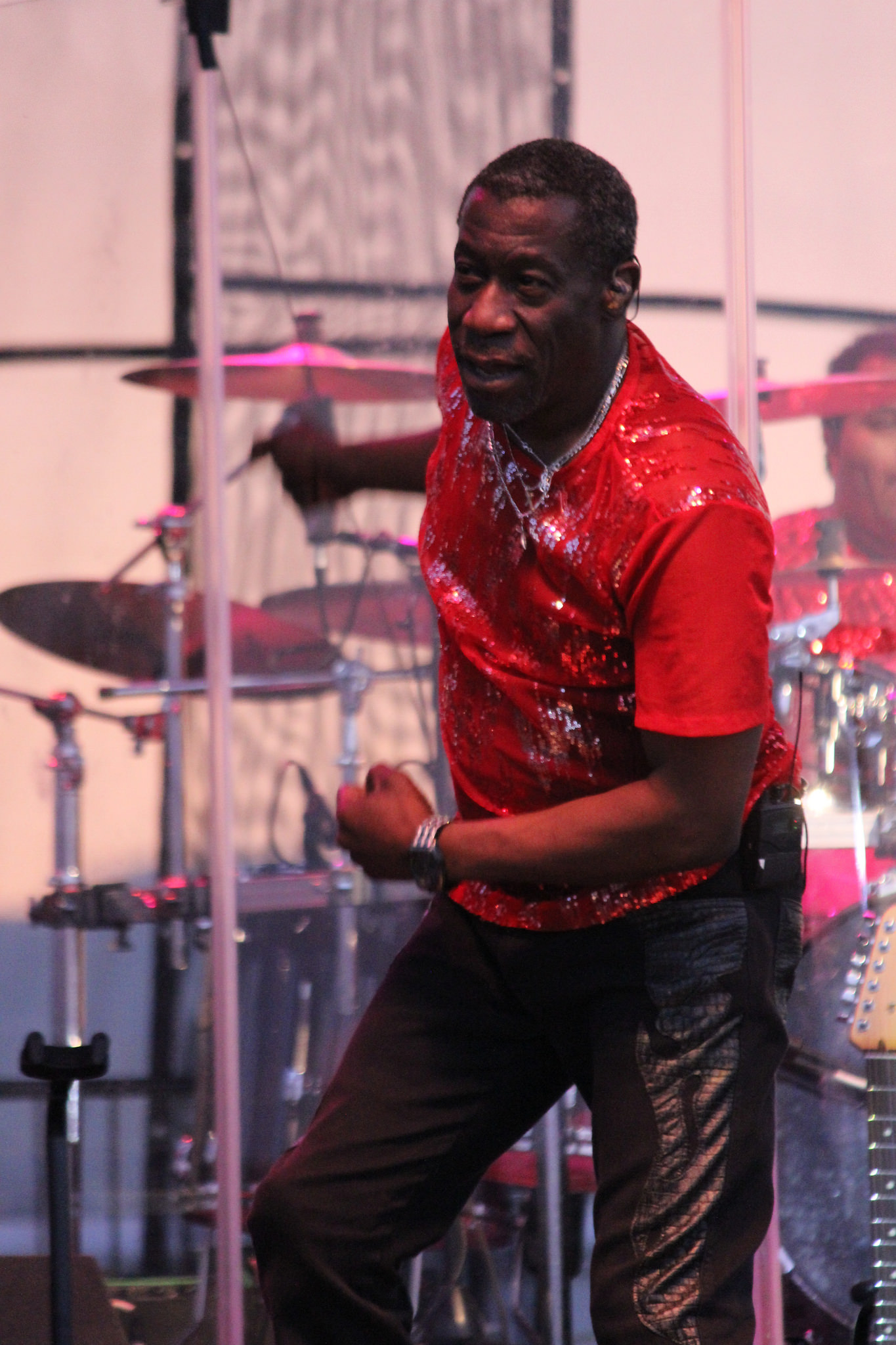
Michael Ray

Michael Ray (* 24. Dezember 1952 in Trenton, New Jersey) ist ein amerikanischer Jazztrompeter, der auch im Funk-Genre hervorgetreten ist.

## Leben und Wirken
Ray spielte zunächst mit Patti LaBelle, The Delfonics and The Stylistics, bevor er 1978 von Sun Ra in dessen Arkestra aufgenommen wurde, u. a. zu hören in The Soul Vibrations of Man, Disco 3000, Lanquidity und Oblique Parallax. Nach dessen Tod gehörte er auch dem von Marshall Allen geleiteten Sun Ra Arkestra an. Mit diesen Formationen tourte er und war an zahlreichen Alben beteiligt. In den 1980er Jahren gehörte er auch zu Kool and the Gang, mit denen er Hits wie Celebration und Get Down on It bekannt machte. Mit dieser Band geht er immer noch auf Tournee.
Daneben leitete er seit 1989 von New Orleans aus seine Funkband Michael Ray and the Cosmic Krewe, die auf Hörer den Eindruck erweckte, als habe sich „bei Vollmond Sun Ra in Ornette Coleman verwandelt und sei in die Second Line eines Karnevalsumzugs geraten.“ Neben der Cosmic Krewe in New Orleans leitete er noch ein zweites gleichnamiges Ensemble im Nordosten der USA. Neben Marshall Allan gehörten auch Marc Ribot, Jonathan Fishman und Trey Anastasio zu der Cosmic Krewe. Auch trat er mit Phish auf, mit denen er die Alben A Live One (1995), Phish (1998) und Trey Anastasios Surrender to the Air einspielte. Außerdem war er mit Jimmy Cliff, mit La Toya Jackson, mit Delfeayo Marsalis und mit Stanton Moore im Studio. Weiterhin trat er mit Gruppen wie Iris May Tango, Aquarium Rescue Unit, Medeski, Martin & Wood, Widespread Panic oder Porno for Pyros auf.
Das für seine Auftritte entwickelte interdisziplinäre Konzept einer Neon-Sound Performance wurde 1993 ausgezeichnet (National Endowment for the Arts, Rockefeller bzw. Andy Warhol Foundations). Auch der Auftritt seiner Cosmic Krewe auf dem New Orleans Jazz & Heritage Festival 1999 wurde prämiert.

## Diskographische Hinweise
- Michael Ray & the Cosmic Krewe (1993)
- Michael Ray & the Cosmic Krewe Funk If I Know (1994)
- Michael Ray & the Cosmic Krewe Live at Jimmys (2003)
- Marshall Allen, Jeffrey Shurdut, Michael Ray, Toshi Makihara Cosmic Tsunami (2005)
- Sun Ra Arkestra: Lights on a Satellite (In + Out Records, 2024)